# Oranjelaan 4 (Bussum)
Oranjelaan 4 of Villa May Flower is een houten villa in de chaletstijl uit het einde van de 19e eeuw. Het woonhuis is gelegen in de wijk en het beschermd dorpsgezicht Het Spiegel in Bussum. De villa heeft een beeldbepalende situering aan de zuidoostzijde van de Oranjelaan in de villawijk.
Het is een rijksmonument sinds 2000.